# Castlemaine (stacja kolejowa w Irlandii)
Castlemaine – dawna stacja kolejowa na linii Farranfore – Valentia Harbour, znajdująca się w Castlemaine w hrabstwie Kerry w Irlandii. Stację otwarto 15 stycznia 1885 roku, a zamknięto, wraz z całą linią, 1 lutego 1960. Posiadała dwa perony oraz budynek stacyjny.